# Javier Pereira Megía
Francisco Javier Pereira Megía más conocido como Javier Pereira (Badajoz, España, 13 de mayo de 1966) es un exfutbolista y entrenador español. Actualmente está sin club.

## Carrera deportiva
Pereira empezó su trayectoria como entrenador en el cadete del Club Deportivo Badajoz, club en el que promocionó al juvenil y de ahí hasta su llegar a su filial al que dirigió desde 2001 a 2003. 
Desde 2003 a 2005 sería entrenador y director deportivo del CD Don Benito de Tercera División de España, con el que logró el ascenso a la Segunda División B de España.
En 2007, dejó su plaza de funcionario en la Seguridad Social de Badajoz para ejercer de segundo entrenador de Juan Ignacio Martínez en la UD Salamanca y más tarde ejercería el mismo cargo en el Albacete Balompié, donde a mitad de temporada fueron reemplazados por Máximo Hernández.
En la temporada 2009-10, sería entrenador del Deportivo Alavés, pero no pudo terminar la temporada y fue sustituido por Iñaki Ocenda.
En la temporada 2010-2011 vuelve a ser segundo de Juan Ignacio Martínez, esta vez en el FC Cartagena.
Durante la temporada 2012-2013 continuó junto a Juan Ignacio Martínez en el Levante UD de la Primera División de España, ya fue uno de los artífices junto al entrenador del "EuroLevante" y de colocarlo como sorprendente líder de Primera en el primer tramo de la campaña 2011-12 y con el sexto puesto clasificarlo para competición europea por primera vez en su centenaria historia. 
En la temporada 2013-14, firma por el Real Valladolid de la Primera División de España, donde continuó junto a Juan Ignacio Martínez como segundo entrenador.
En 2014, los técnicos separarían sus caminos y el técnico pacense inició una nueva aventura en la Football League Championship, la segunda categoría de Inglaterra, en las filas del Watford Football Club equipo en el que entró como segundo entrenador de Óscar García Junyent que por motivos de salud le llevaron a abandonar a mediados de temporada y fue sustituido por Slaviša Jokanović con el que Javier decide seguir y lograría el ascenso a la Premier League.
En 2015, se marcharía a Israel para integrarse en el cuerpo técnico de Slaviša Jokanović en el Maccabi Tel Aviv. Sin embargo, dejó el club en diciembre de 2015 para regresar a Inglaterra para ser segundo entrenador de Slaviša Jokanović en el Fulham Football Club de la Football League Championship.
Javier permaneció entre 2015 y 2018 en el Fulham Football Club como segundo entrenador, logrando el ascenso a la Premier League en la temporada 2017-18.
En 2018, tras la salida del equipo inglés de Slaviša Jokanović, se integró en el cuerpo técnico de Jordi Cruyff en el Chongqing Lifan durante la temporada 2018-19.
En enero de 2020, el Fulham Football Club anunció su regreso como asistente a la dirección deportiva del equipo.
El 11 de septiembre de 2020, se convierte en entrenador del Henan Jianye de la Superliga China, la liga de fútbol más importante del país, firmando un contrato por lo que resta de temporada y una más. En la competición doméstica china logra deslumbrar al conseguir la salvación del equipo en el play-off tras cosechar cuatro victorias y dos empates.
El 7 de octubre de 2021, se convierte en entrenador del Levante Unión Deportiva de la Primera División de España. Sin embargo, el 30 de noviembre de 2021, fue destituido de su cargo tras sumar 3 puntos de 21 posibles.
El 9 de enero de 2022, regresa al Henan Jianye, que cambió su nombre por Henan Songshan Longmen, de la Superliga de China. El 28 de febrero de 2023 abandonó el club y un día más tarde se convirtió en técnico del Shanghái Port.En el banquillo de las Águilas Rojas, obtuvo la Superliga de China el 31 de octubre.No obstante, fue revelado de su cargo tras la finalización de la temporada y fue reemplazado por Kevin Muscat.

## Clubes

### Como entrenador asistente
| Club              | País       | Año       |
| ----------------- | ---------- | --------- |
| UD Salamanca      | España     | 2007-2008 |
| Albacete Balompié | España     | 2008-2009 |
| FC Cartagena      | España     | 2010-2011 |
| Levante           | España     | 2011-2013 |
| Real Valladolid   | España     | 2013-2014 |
| Watford           | Inglaterra | 2014-2015 |
| Maccabi Tel Aviv  | Israel     | 2015      |
| Fulham            | Inglaterra | 2016-2018 |
| Chongqing Lifan   | China      | 2018-2019 |

### Como entrenador
| Club                   | País   | Año       |
| ---------------------- | ------ | --------- |
| CD Badajoz B           | España | 2001-2003 |
| CD Don Benito          | España | 2003-2007 |
| Deportivo Alavés       | España | 2009-2010 |
| Henan Jianye           | China  | 2020-2021 |
| Levante                | España | 2021      |
| Henan Songshan Longmen | China  | 2022-2023 |
| Shanghái Port          | China  | 2023      |

## Palmarés

### Como entrenador

#### Campeonatos nacionales
| Título             | Club          | País  | Año  |
| ------------------ | ------------- | ----- | ---- |
| Superliga de China | Shanghái Port | China | 2023 |